# Svanen-klassen
Svanen-klassen består af to sejlskibe der bruges til at uddanne kadetter til Søværnet. De to enheder er træbyggede og af Bermudarigget yawl typen.
Når skibene er på togt vil de normalt følges ad mens de ombordværende kadetter lærer om sømandskab og øver navigation og andre maritime færdigheder.
| Pnt. | Navn   | Kølen lagt | Søsat         | Indgået        | Navngivet af | Skæbne   | Kaldesignal |
| ---- | ------ | ---------- | ------------- | -------------- | ------------ | -------- | ----------- |
| Y101 | Svanen | -          | 23 juni 1960  | 31 august 1960 | -            | Operativ | OVHN        |
| Y102 | Thyra  | -          | 24 april 1961 | 25 maj 1961    | -            | Operativ | OVHO        |